# WWE TLC: Tables, Ladders & Chairs
TLC: Tables, Ladders & Chairs — это шоу по рестлингу, ежегодно проводимое с 2009 года американским рестлинг-промоушном WWE. Впервые шоу было выпущено в 2009 году, заменив шоу Armageddon в декабрьском слоте календаря PPV-шоу.
Концепция шоу заключается в использовании столов, лестниц и стульев во время матчей. Концепция этого шоу была выбрана фанатами рестлинга во время голосования проводимого WWE на официальном веб-сайте.

## Время и место проведения
|  | Шоу бренда Raw |  | Шоу бренда SmackDown |

| Шоу                                        | Дата            | Город                  | Место проведения                  | Главный поединок | Прим.                       |
| ------------------------------------------ | --------------- | ---------------------- | --------------------------------- | --- | --------------------------- |
| WWE TLC: Tables, Ladders & Chairs (2009)   | 13 декабря 2009 | Сан-Антонио, Техас     | AT&T-центр                        | Jeri-Show (Крис Джерико и Биг Шоу) (c) против D-Generation X (Triple H и Шон Майклз) в командном поединке со столами лестницами и стульями за титул объединенных командных чемпионов WWE | [ 2 ]                       |
| WWE TLC: Tables, Ladders & Chairs (2010)   | 19 декабря 2010 | Хьюстон, Техас         | Тойота-центр                      | Джон Сина против Уэйда Барретта в одиночном поединке со стульями | [ 3 ]                       |
| TLC: Tables, Ladders & Chairs (2011)       | 18 декабря 2011 | Балтимор, Мэриленд     | 1st Mariner Arena                 | СМ Панк (с) против Альберто Дель Рио против Миза в поединке со столами лестницами и стульями за титул чемпиона WWE                                                                       | [ 4 ]                       |
| TLC: Tables, Ladders & Chairs (2012)       | 16 декабря 2012 | Бруклин, Нью-Йорк      | Барклайс-центр                    | Дольф Зигглер против Джона Сины в поединке с лестницами за кейс Money in the Bank | [ 5 ]                       |
| TLC: Tables, Ladders & Chairs (2013)       | 15 декабря 2013 | Хьюстон, Техас         | Тойота-центр                      | Рэнди Ортон против Джона Сины в поединке со столами лестницами и стульями за титул чемпиона WWE и чемпиона мира в тяжёлом весе                                                           | [ 6 ]                       |
| TLC: Tables, Ladders, Chairs... and Stairs | 14 декабря 2014 | Кливленд, Огайо        | Квикен Лоэнс-арена                | Брэй Уайатт против Дина Эмброуса в поединке со столами, лестницами и стульями | [ 7 ] [ 8 ]                 |
| TLC: Tables, Ladders & Chairs (2015)       | 13 декабря 2015 | Бостон, Массачусетс    | ТД-гарден                         | Шеймус (c) против Романа Рейнса в матче со столами, лестницами и стульями за титул чемпиона мира в тяжёлом весе                                                                          | [ 9 ]                       |
| TLC: Tables, Ladders & Chairs (2016)       | 4 декабря 2016  | Даллас, Техас          | Американ Эйрлайнс-центр           | Эй Джей Стайлз (c) против Дина Эмброуса в матче со столами, лестницами с стульями за титул чемпиона WWE                                                                                  | [ 11 ]                      |
| TLC: Tables, Ladders & Chairs (2017)       | 22 октября 2017 | Миннеаполис, Миннесота | Таргет-центр                      | Курт Энгл, Сэт Роллинс Дин Эмброус против Миза, Сезаро, Шеймуса, Брауна Строумена и Кейна в матче 3 против 5 со столами, лестницами и стульями                                           | [ 14 ] [ 12 ] [ 15 ]        |
| TLC: Tables, Ladders & Chairs (2018)       | 21 октября 2018 | Бостон, Массачусетс    | SAP Center                        | | [ 16 ] [ 17 ] [ 18 ] [ 19 ] |
| TLC: Tables, Ladders & Chairs (2019)       | 15 декабря 2019 |                        | Таргет-центр                      | | [ 20 ] [ 21 ] [ 22 ]        |
| TLC: Tables, Ladders & Chairs (2020)       | 20 декабря 2020 |                        | WWE ThunderDome в Tropicana Field | | [ 23 ]                      |